# 도원서원
도원서원(道源書院)은 대한민국 전라남도 화순군 동복면 연월리에 있는 서원이다. 2001년 7월 22일 화순군의 향토문화유산 제4호로 지정되었다.